# پی‌اس آنجلیا (۱۸۴۷)
پی‌اس آنجلیا (۱۸۴۷) (به انگلیسی: PS Anglia (1847)) یک کشتی بود که طول آن ۱۹۰٫۵ فوت (۵۸٫۱ متر) بود. این کشتی در سال ۱۸۴۷ ساخته شد.